# The Crickets
The Crickets var ett amerikansk rockband, bildat 1957 som kompgrupp åt sångaren Buddy Holly.
Ursprungligen bestod gruppen, förutom av Buddy Holly, av Joe B. Mauldin, basgitarr, Niki Sullivan, gitarr, och Jerry Allison, trummor. Sullivan lämnade gruppen något år efter bildandet och ersattes senare av Sonny Curtis, som spelat med Buddy Holly tidigare på 50-talet.
I februari 1957 spelade Buddy Holly and The Crickets in singeln "That'll Be the Day". Den gavs ut på skivetiketten Brunswick i juni samma år och nådde i augusti förstaplatsen på Billboardslistan. 
Buddy Hollys inspelningar gavs växelvis ut på skivetiketterna Brunswick och Coral, vilka båda tillhörde skivbolaget Decca. Av kontraktsskäl gavs samtliga Brunswickutgåvor ut under namnet The Crickets, medan Coralutgåvorna utgavs under namnet Buddy Holly. Ytterligare tre låtar nådde Billboardslistan under namnet The Crickets:  "Oh, Boy!", "Maybe Baby" och "Think It Over".
1959 flyttade Buddy Holly till New York och bröt med The Crickets. Bandet återvände till sin hemstad Lubbock i Texas, där de snart skaffade en ny sångare: Earl Sinks.
The Crickets har gjort såväl egna inspelningar som samarbetat med andra artister, bland dem Bobby Vee, Waylon Jennings och Nanci Griffith. År 2004 släpptes albumet The Crickets & Their Buddies där bandet framför bland annat Buddy Holly-låtar tillsammans med artister som Jennings, Griffith, Eric Clapton, Graham Nash, Albert Lee och John Prine.
Den 6 februari 2016 uppträdde "The Crickets & Buddies" i Clear Lake, Iowa, på Surf Ballroom, platsen för Hollys senaste uppträdande. Medlemmar i tidigare uppställningar dök upp, inklusive Sonny Curtis, Glen D. Hardin, Albert Lee, Tommy Allsup, Gordon Payne och andra. Efter showen meddelade Allison att det var gruppens allra sista uppträdande.

## Medlemmar
- Jerry Allison – trummor (1957–2016), död 2022)
- Buddy Holly – sång, gitarr (1957–1958; död 1959)
- Joe B. Mauldin – basgitarr (1957–1960, 1976–2015; död 2015)
- Niki Sullivan – gitarr (1957–1958; död 2004)
- Sonny Curtis – gitarr (1958–1959, 1959–1960, 1962–1985, 1994–2016), sång (1962–1985, 1994–2016)
- Earl Sinks – sång (1958–1960, död; 2017)
- Tommy Allsup – gitarr (1959; död 2017)
- Jerry Naylor – sång (1960–1965)
- Glen Hardin – keyboard (1962–1972, 1999–2016), basgitarr (1962–1972, 2015–2016)
- Gordon Payne – sång, gitarr (1985–1994)

## Diskografi
- 1957 – The "Chirping" Crickets
- 1960 – In Style With the Crickets
- 1962 – Bobby Vee Meets the Crickets
- 1963 – Something Old, Something New
- 1964 – California Sun (musikalbum)
- 1971 – Rock Reflections
- 1973 – Remnants
- 1973 – Bubblegum, Pop, Ballads & Boogie
- 1975 – Long Way from Lubbock (med Albert Lee)
- 1975 – Back in Style
- 1989 – T Shirt
- 1995 – Cover to Cover
- 1996 – The Original
- 2000 – 'Rockin
- 2001 – Too Much Monday Morning
- 2004 – Crickets & Their Buddies
- 2006 – About Time Too (med Mike Berry)